# آرسن پاپیکیان
آرسن بوریسی پاپیکیان (روسی: Арсен Борисович Папикян؛ زادهٔ ۱ ژانویهٔ ۱۹۷۲) بازیکن بازنشسته فوتبال در پست هافبک/مدافع و مربی فوتبال فعلی ارمنی‌تبار اهل روسیه است.

## باشگاهی
از باشگاه‌هایی که در آن بازی کرده‌است می‌توان به چرنومورتس نووراسییسک و دینامو استاوروپول اشاره کرد.

## مربیگری
از باشگاه‌هایی که در آن به مربیگری پرداخته‌است می‌توان به کوبان کراسنودار اشاره کرد.